# استفتاء دولة فيتنام عام 1955

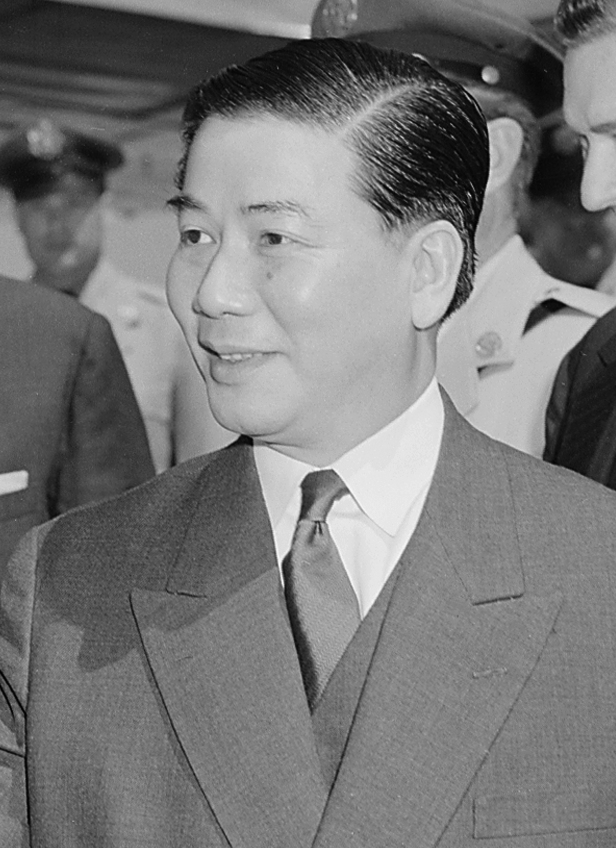
أعلن نغو دينه ديم نفسه على دولة فيتنام الجنوبية المنشأة حديثًا بعد استفتاء زورت نتيجته.

حدد استفتاء دولة فيتنام عام 1955 في دولة فيتنام الشكل المستقبلي لحكومة الدولة التي أصبحت تعرف فيما بعد باسم جمهورية فيتنام، والمعروفة على نطاق واسع باسم «فيتنام الجنوبية». جرى الاستفتاء بين رئيس الوزراء نغو دينه ديم، الذي اقترح إقامة نظام جمهوري، والإمبراطور السابق باو داي. تخلى باو داي عن منصبه كإمبراطور لجنوب فيتنام في عام 1945، وكان –أثناء استفتاء عام 1955- يحمل لقب «رئيس الدولة». على الرغم من إظهار نتائج الانتخابات فوزَ نغو دينه ديم بعد حصوله على نسبة 98.2% من الأصوات، فقد اتسمت عملية الانتخابات بالعديد من المخالفات المتعلقة بالتزوير، إذ حصل ديم في العاصمة سايغون وحدها على أكثر من 600 ألف صوت، على الرغم من أنّ عدد سكان المدينة المسجلين على قائمة الانتخابات لم يتجاوز 450 ألف شخص، وتجاوزت نسبة المصوتين له أكثر من 90% من الناخبين المسجلين حتى في المناطق الريفية التي منعت فيها الجماعات المعارضة إجراء عمليات التصويت.
اعتبر الاستفتاء آخر مرحلة من مراحل الصراع على السلطة الذي كان قائمًا بين باو دي ورئيس وزرائه. لم يكن باو داي معجبًا بديم، وكثيرًا ما حاول إضعافه، ويعود سبب تعيينه له إلى كونه قناةً للدعم الأمريكي. اتسمت هذه الحقبة الزمنية في البلاد بانعدام الأمن والاستقرار، إذ قُسمت فيتنام -بشكل مؤقت- نتيجة لاتفاقيات جنيف لعام 1954 التي أنهت الحرب الهندوصينية الأولى إلى قسمين. سيطرت دولة فيتنام على النصف الجنوبي من البلاد، إلى حين انطلاق الانتخابات الوطنية التي كانت تهدف إلى إعادة توحيد البلاد تحت حكم حكومة موحدة. ومع ذلك، لم يكن الجيش الوطني الفيتنامي مسيطرًا بشكل كامل على منطقة جنوب فيتنام، فقد كانت طوائف الكاو داي والهوا هاو تدير حكومتيهما الخاصة في المناطق الريفية بدعم من الجيوش الخاصة، في الوقت التي سيطرت فيه منظمة بينه زوين الإجرامية على شوارع سايغون. تمكن ديم، على الرغم من تدخل هذه الجماعات إضافة لبعض المسؤولين الفرنسين وداي، بحلول منتصف عام 1955، من إخضاع الجيوش الخاصة وتعزيز سيطرة الحكومة على البلاد.
بدأ ديم، بعد نجاحه بفرض سيطرة الحكومة على البلاد، بالتخطيط لإسقاط باو داي. فقد خطط لإجراء استفتاء شعبي في 23 أكتوبر من عام 1955 يطيح به بباو داي ويبعده عن الساحة السياسية، وعرقل محاولات الإمبراطور السابق بتعطيل إجراءات الاستفتاء. حظرت الحملات المؤيدة لباو داي في الفترة التي سبقت عملية التصويت، بينما ركّز ديم حملته الانتخابات على الهجوم بشكل شخصي على داي، بما في ذلك نشر رسوم كاريكاتورية إباحية عنه، ونشر شائعات لم يتم التحقق من مصداقيتها حول كونه ابنًا غير شرعيًا وعلاقته بالعديد من العشيقات. شنّت وسائل الإعلام التي كانت تسيطر عليها الحكومة هجمات مثيرة للجدل على باو داي، وحذرت الشرطة -من خلال الطرق على أبواب السكان- من عواقب الامتناع عن التصويت. أعلن ديم، بعد نجاح أخيه نو دان يو في تزوير نتائج الانتخابات، نفسه رئيسًا لجمهورية فيتنام المنشأة حديثًأ.

## خلفية تاريخية
أدت هزيمة الجيش الفرنسي في معركة ديان بيان فو في عام 1954، وتوقيع اتفاقيات جنيف الذي تلاها، إلى تقسيم فيتنام. سيطرت دولة فيتنام بقيادة الإمبراطور السابق باو داي المدعومة فرنسيًا على المناطق الواقعة إلى الجنوب من خط العرض 17، بينما سيطر اتحاد استقلال فيتنام التابع لهو تشي منه على المناطق الشمالية وأعلنها في عام 1945 دولةً باسم جمهورية فيتنام الديموقراطية (أو شمال فيتنام). نصت الاتفاقيات على إجراء انتخابات في عام 1956 في كل أنحاء البلاد لتوحيدها في ظل حكومة مشتركة. عين باو داي -في تموز 1954 خلال الفترة الانتقالية- نغو دينه ديم رئيسًا لوزراء دولة فيتنام.
أغلقت لجنة المراقبة الدولية في 11 أكتوبر من عام 1954 الحدود، بعد مرور فترة 300 يوم سمحت خلالها للأشخاص بالعبور بحرية بين شطري فيتنام. اضطر الأفراد العسكريون المناهضون للشيوعية -بموجب اتفاقيات جنيف- إلى إخلاء مناطقهم والانتقال إلى الجنوب، في حين انتقلت فيه القوات الشيوعية شمالًا، بينما تُرك للمدنيين حرية الاختيار في الانتقال إلى المنطقة التي يفضلونها. قام ديم مع مستشار وكالة الاستخبارات المركزية الأمريكية الجنرال إدوارد لانسديل، خلال فترة الـ 300 يوم- بحملة لاقتناع الناس بالانتقال إلى جنوب فيتنام، ركّز ديم ولانسديل في حملتهما هذه على الفيتناميين الكاثوليك بشكل خاص -الذين شكلوا القاعدة الشعبية لديم في سنواته الأخيرة- مستخدمين شعار «قد انتقل الله إلى الجنوب». هاجر إلى الجنوب ما يتراوح بين 800 ألف ومليون شخص أغلبهم من أتباع المذهب الكاثوليكي. انتهى ما يعرف باسم «الهند الصينية الفرنسية» مع بداية عام 1955، وبقي بعدها ديم مسيطرًا بشكلٍ مؤقت على جنوب فيتنام.
كان ديم، في هذه الفترة، يمتلك سلطة صغيرة تتجاوز أبواب قصره، قدّم له داي دعمًا هزيلًا إذ كانت ثقته به ضعيفة، ويعود سبب ذلك إلى استقالة ديم من منصبه كوزير للداخلية في حكومة داي قبل عقدين من الزمن لاعتقاده بأن رئيس الدولة شخص ضعيف وغير كفء. يرجح الكثير من المؤرخين سبب اختيار دي لديم إلى قدرة الأخير على جذب الدعم والتمويل من الولايات المتحدة. حافظت قوات الحملة الفرنسية -خلال الفترة الانتقالية- على وجودها في فيتنام الجنوبية، الأمر الذي خلق نوعًا من التوتر بين فرنسا ودولة فيتنام. كان ديم -القومي المتعصب- يكره الفرنسيين الذين بادلوه بنفس المشاعر وتمنو فشله، حتّى أنّهم قد دعوا إلى إسقاطه في بعض المناسبات.